# Limba interslavă
Interslava (medžuslovjansky) este o limbă artificială zonală construită pentru comunicarea dintre slavi. Interslava este bazată pe limbile Slave și are scopul de a facilita comunicarea între reprezentanții mai multor țări Slave, precum și de a ajuta persoanele care nu cunosc o limbă Slavă să poată comunica cu Slavi și îi înțeleagă fără a le învăța limba.
Interslava poate fi clasificată ca o limbă semi-artificială. În esență este o continuare modernă a vechii slavone bisericești dar include forme moderne folosite de Slavi pentru comunicarea cu Slavii de alte naționalități. Așadar, gramatica și vocabularul sunt construite pe asemănările dintre limbile slave, iar elementele non-slave sunt evitate. Focusul principal al limbii îl constituie înțelegerea în loc de ușurința învățării, tipic limbilor naturaliste.
Proiectul Interslavic a început în 2006 sub numele Slovianski. În 2011, Slovianski a trecut printr-o reformă majoră și s-a combinat cu alte două proiecte al cărui rezultat a fost numit „Interslava”, un nume propus inițial de către cehul Ignác Hošek în 1908.
Interslava este scrisă cu alfabetul latin precum și cu alfabetul chirilic.
Există aproximativ 7000 de vorbitori de interslavă.